# Гран-при Кореи
Гран-при Кореи (кор. 코리아 그랑프리) — один из этапов чемпионата мира по автогонкам в классе Формула-1, первая гонка на трассе состоялась в сезоне 2010 года.  После нескольких месяцев слухов 2 октября 2006 года было подтверждено, что Гран-при состоится в 2010, будет проходить на Международном автодроме Кореи и будет построен с 2007 до конца 2009. В итоге трасса прошла инспекцию только в 2010 году за неделю до приезда команд. Договор был заключён на 7 лет с пятилетним опционом, т.е Гран-при мог бы проходить вплоть до сезона-2021. Однако уже в календарь сезона 2014 года Гран-при Кореи не был включён. Губернатор провинции Чолла-Намдо, где расположен автодром, сразу после этого выражал желание снова проводить этап. В финальную версию календаря 2015 года Гран-при Кореи даже вошёл, но впоследствии при корректировке был исключён.

## Победители Гран-при
| Сезон | Гонщик            | Машина           | Отчёт |
| ----- | ----------------- | ---------------- | ----- |
| 2010  | Фернандо Алонсо   | Ferrari          | Отчёт |
| 2011  | Себастьян Феттель | Red Bull-Renault | Отчёт |
| 2012  | Себастьян Феттель | Red Bull-Renault | Отчёт |
| 2013  | Себастьян Феттель | Red Bull-Renault | Отчёт |